# Walerian Hasso
Walerian Hasso – żyjący na przełomie XVII i XVIII wieku szlachcic bukowiński pochodzenia ormiańskiego – protoplasta rodu Agopsowiczów i Manugiewiczów herbu Hasso. Miał dwóch synów: Agopa (Jakuba) i Manuga, których potomkowie przybrali ww. nazwiska.